# 奥斯卡·拉各斯托洛姆
奥斯卡·埃德蒙德·拉各斯托洛姆（英語：Oscar Edmond Lagerstrom，1890年11月19日—1974年7月30日）美国音频工程师。他因电影拉弗尔斯而被提名奥斯卡最佳音响效果奖。

## 部分影视作品
- 拉弗尔斯（英语：Raffles (1930 film)） (1930)[1]
- 哈利路亚（英语：Hallelujah, I'm a Bum (film)） (1933)

小捣蛋剧集：
- Canned Fishing（英语：Canned Fishing） (1938)
- Bear Facts（英语：Bear Facts (film)） (1938)
- Three Men in a Tub（英语：Three Men in a Tub） (1938)
- Came the Brawn（英语：Came the Brawn） (1938)